# Segunda División (Mexiko) 1957/58
Die Saison 1957/58 der mexikanischen Segunda División war die achte Spielzeit einer landesweit ausgetragenen zweiten Fußball-Liga in Mexiko.

## Veränderungen
Gegenüber der vorangegangenen Spielzeit gab es folgende Änderungen:
Nicht mehr dabei waren der letztjährige Meister und reguläre Aufsteiger Club Deportivo Zamora sowie der letztjährige Vizemeister Atlético Morelia, der ebenfalls in die höchste Spielklasse aufgenommen wurde, um den aus finanziellen Gründen ausgeschiedenen Puebla FC zu ersetzen und die Anzahl der teilnehmenden Mannschaften in der höchsten Spielklasse wieder auf 14 zu erhöhen. Ebenfalls nicht mehr dabei war der Club Montecarlo aus Irapuato, der von der Stadtverwaltung übernommen und in „Municipal“ (der spanischen Bezeichnung für „Gemeinde“) umbenannt worden war und nun unter seiner neuen Bezeichnung in der Liga antrat.
Die beiden Universitätsmannschaften aus der Hauptstadt, Club Instituto Politécnico Nacional und UNAM Pumas, setzten auf eigenen Wunsch für eine Spielzeit aus und hatten die Zusage der Liga, für die kommende Spielzeit in die Liga zurückkehren zu dürfen. Doch die beiden ungleichen Mannschaften, die am Ende der vorherigen 3 Spielzeiten stets Tabellennachbarn gewesen waren, gingen von nun an sehr unterschiedliche Wege. Während die UNAM Pumas nach der vereinbarten einjährigen Unterbrechung tatsächlich in die Liga zurückkehrten, wenige Jahre später in die erste Liga aufstiegen und zu einer der populärsten Fußballmannschaften des Landes heranreiften, schickte das IPN nie wieder eine Fußballmannschaft in eine der beiden höchsten Spielklassen des Landes.
Neu hinzugekommen waren neben dem bereits erwähnten Club Municipal aus Irapuato der unmittelbar wieder aus der ersten Liga abgestiegene CF Monterrey sowie die neu in die Liga aufgenommenen Vereine Salamanca Fútbol Club und Real Club de Fútbol San Luis.

## Kreuz- und Abschlusstabelle 1957/58
Die Kreuztabelle stellt die Ergebnisse aller Spiele dieser Saison dar. Der Name der Heimmannschaft ist in der linken Spalte, ein Kürzel der Gastmannschaft in der oberen Zeile aufgelistet. Die Reihenfolge der Vereine bestimmt sich anhand der in dieser Saison erzielten Platzierung in der Gesamtsaisontabelle. Angaben zu den absolvierten Spielen (Sp.), Siegen (S), Unentschieden (U), Niederlagen (N) sowie des Torverhältnisses (Tore) und der erzielten Punkte befinden sich in den Feldern rechts neben der Kreuztabelle.
| Pos. | Mannschaft            | CEL | MTY | SEB | NAC | SAL | PIE | MAD | LAG | SLU | QUE | OVI | MCP | Sp | S  | U | N  | Tore  | Punkte |
| ---- | --------------------- | --- | --- | --- | --- | --- | --- | --- | --- | --- | --- | --- | --- | -- | -- | - | -- | ----- | ------ |
| 01.  | Celaya FC             |     | 2:0 | 2:0 | 2:1 | 1:0 | 2:2 | 3:1 | 1:0 | 2:1 | 1:0 | 4:3 | 2:0 | 22 | 15 | 5 | 02 | 35:19 | 35–09  |
| 02.  | CF Monterrey          | 2:0 |     | 3:1 | 2:0 | 0:0 | 4:0 | 1:3 | 4:1 | 2:1 | 3:0 | 5:0 | 7:0 | 22 | 15 | 2 | 05 | 55:24 | 32–12  |
| 03.  | Club San Sebastián    | 2:2 | 2:3 |     | 5:0 | 1:2 | 4:2 | 0:0 | 4:2 | 5:1 | 0:2 | 3:0 | 9:2 | 22 | 11 | 4 | 07 | 54:32 | 26–18  |
| 04.  | CD Nacional           | 1:2 | 3:1 | 2:1 |     | 2:1 | 2:1 | 4:3 | 3:1 | 1:3 | 2:0 | 3:1 | 4:0 | 22 | 12 | 2 | 08 | 39:35 | 26–18  |
| 05.  | Salamanca FC          | 1:2 | 1:3 | 0:2 | 0:0 |     | 0:2 | 7:1 | 1:0 | 1:2 | 4:3 | 4:1 | 1:0 | 22 | 09 | 5 | 08 | 42:35 | 23–21  |
| 06.  | CF La Piedad          | 0:1 | 1:2 | 0:1 | 2:0 | 3:3 |     | 1:0 | 3:2 | 1:0 | 2:0 | 3:0 | 2:0 | 22 | 10 | 3 | 09 | 34:34 | 23–21  |
| 07.  | Refinería Madero      | 1:2 | 1:3 | 2:0 | 2:1 | 6:0 | 3:1 |     | 2:3 | 0:0 | 2:1 | 1:2 | 1:0 | 22 | 08 | 6 | 08 | 35:34 | 22–22  |
| 08.  | CF Laguna             | 2:1 | 2:1 | 3:3 | 2:2 | 4:4 | 1:2 | 2:2 |     | 4:2 | 2:0 | 1:0 | 1:1 | 22 | 08 | 6 | 08 | 40:39 | 22–22  |
| 09.  | Real CF San Luis      | 1:2 | 3:1 | 3:5 | 3:1 | 0:2 | 1:1 | 0:0 | 2:1 |     | 1:0 | 1:0 | 1:0 | 22 | 08 | 6 | 08 | 29:32 | 22–22  |
| 10.  | Querétaro FC          | 0:0 | 1:2 | 0:2 | 0:1 | 0:4 | 4:1 | 2:2 | 0:2 | 2:2 |     | 4:0 | 1:0 | 22 | 05 | 3 | 14 | 22:36 | 13–31  |
| 12.  | Club Oviedo           | 1:1 | 2:2 | 1:1 | 1:3 | 2:2 | 2:1 | 1:2 | 0:3 | 1:1 | 0:1 |     | 0:2 | 22 | 02 | 6 | 14 | 20:50 | 10–34  |
| 12.  | Municipal de Irapuato | 0:0 | 0:4 | 0:3 | 2:3 | 0:4 | 2:3 | 0:0 | 1:1 | 0:0 | 3:1 | 2:2 |     | 22 | 02 | 6 | 14 | 15:50 | 10–34  |

## Statistik
| Ereignis                                 | Begegnung                  | Ergebnis | Spieltag |
| ---------------------------------------- | -------------------------- | -------- | -------- |
| Torreichstes Spiel und höchster Heimsieg | San Sebastián vs Municipal | 9:2      | 16       |
| Höchster Heimsieg                        | Monterrey vs Municipal     | 7:0      | 14       |
| Höchster Auswärtssieg                    | Municipal vs Salamanca     | 0:4      | 01       |
| Höchster Auswärtssieg                    | Municipal vs Monterrey     | 0:4      | 03       |
| Höchster Auswärtssieg                    | Querétaro vs Salamanca     | 0:4      | 18       |